# Concelebração
Concelebração é a celebração da liturgia católica por mais de um sacerdote, um deles sendo tomado como o principal. Era corrente até 1965, quando vários sacerdotes presidiam a Eucaristia ao mesmo tempo e em vários altares. O Concílio Vaticano II preservou esse rito por meio do Ritus servandus in Concelebratione Missæ, promulgado em 1965. Embora exista a motivação prática de evitar muitas missas separadas, existem também motivos teológicos: ressaltar a unidade do sacerdócio, a unidade do sacrifício de Cristo e a unidade do povo de Deus. É aconselhada pela Igreja Católica nas missas de crisma e ordenações, nas missas estacionais, nos sínodos, na dedicação das igrejas e nas missas presididas por um bispo.